# Bīshāsb
Bīshāsb (persiska: بیشاسب) är en ort i Iran.   Den ligger i provinsen Västazarbaijan, i den nordvästra delen av landet, 500 km väster om huvudstaden Teheran. Bīshāsb ligger 1 150 meter över havet och antalet invånare är 347.
Terrängen runt Bīshāsb är kuperad. Runt Bīshāsb är det ganska tätbefolkat, med 80 invånare per kvadratkilometer. Närmaste större samhälle är Sīser, 11,4 km öster om Bīshāsb. Trakten runt Bīshāsb består till största delen av jordbruksmark.